# Ларссон, Вильгот
Вильгот Бенгт «Вилле» Ларссон (швед. Vilgot Bengt "Ville" Larsson; 3 мая 1932, Фалун, Швеция — 21 декабря 2015) — шведский хоккеист, защитник, чемпион мира (1957).

## Спортивная карьера
Провел всю свою клубную карьеру в составе клуба Лександ, за который выступал с 1951 по 1964 г. в первом дивизионе, на тот момент высшей лиге шведского хоккея. Свою игровую карьеру он закончил в возрасте 32 лет.
В составе национальной сборной участвовал в зимних Олимпийских играх в Картина д’Ампеццо (1956). Также выступал на чемпионатах мира (1957 и 1958). На мировом первенстве в Москве (1957) с партнерами по сборной стал золотым медалистом. В решающем поединке, когда шведам удалось довести счет в матче против сборной Советского Союза с 2:4 до 4:4 в последние минуты матча он упал на лед, чтобы остановить шайбу, которая попала ему в лоб. Как лучшая европейская сборная Швеция также была объявлена чемпионом Европы. На чемпионате мира в Осло (1958) завоевал бронзовую медаль.